# 列根季夫卡
49°2′22″N 27°35′56″E / 49.03944°N 27.59889°E
列根季夫卡（烏克蘭語：Регентівка），是烏克蘭的村落，位於該國西南部文尼察州，由日梅林卡區負責管轄，面積0.46平方公里，海拔高度305米，2001年人口193，人口密度每平方公里423.25人。